# Алашань (аймак)
38°50′51″ пн. ш. 105°42′11″ сх. д. / 38.8474° пн. ш. 105.70314° сх. д.
Алашань (кит. 阿拉善盟, пін. Ālāshàn Méng; також Алша від монг. Алшаа аймаг) — адміністративна одиниця другого рівня у складі автономії Внутрішня Монголія, КНР. Центр префектури — містечко Баян-Хото.
Префектура межує з провінцією Ганьсу на заході та півдні, Нінся-Хуейським автономним районом на південному сході та Монголією  на півночі (з заходу на схід: Говь-Алтай, Баянхонгор та Умнеговь).

## Адміністративний поділ
Префектура поділяється на три хошуни:
| Карта                                                                  | Карта                 | Карта      | Карта            |
| ---------------------------------------------------------------------- | --------------------- | ---------- | ---------------- |
| Едзін Алашань – · Правий стяг Алашань – · Лівий стяг Цзіньта, Цзюцюань |                       |            |                  |
| Статус                                                                 | Назва                 | Оригінал   | Населення (2020) |
| Хошун                                                                  | Алашань – Лівий стяг  | 阿拉善左旗 | 203 958          |
| Хошун                                                                  | Алашань – Правий стяг | 阿拉善右旗 | 22 647           |
| Хошун                                                                  | Едзін                 | 额济纳旗   | 35 756           |